# La pasión según Berenice
La pasión según Berenice es una película mexicana del director mexicano Jaime Humberto Hermosillo estrenada en 1976. Obtuvo el Premio Ariel a Mejor Película en 1977.

## Sinopsis
Berenice (Martha Navarro) es una mujer viuda, sin hijos y de mediana edad, en una época (1977) en donde ser mujer independiente y sola no era bien visto por la sociedad. Trabaja como maestra en una academia comercial y vive en una casa en la ciudad de Aguascalientes (México), acompañando a su madrina Doña Josefina (Emma Roldán). Un día conoce al sobrino de su madrina, un joven doctor llamado Rodrigo (Pedro Armendáriz Jr.), con quien su vida sufrirá una transformación radical.

## Premios
- Obtuvo 5 nominaciones a los Premios Ariel, consiguiendo 3, Mejor Película, Mejor Actriz y Mejor Director.
- La actriz Emma Roldán obtuvo el Premio de la Crítica Especializada como Mejor Actriz de Reparto.

## Artículos complementarios
- Anexo:Premio Ariel a la mejor película

## Sitios exteriores
- La pasión según Berenice en Internet Movie Database (en inglés).

- Datos: Q15427490